# Tamboril
Tamboril là một đô thị thuộc bang Ceará, Brasil. Đô thị này có diện tích 1961,634 km², dân số năm 2007 là 25445 người, mật độ 12,97 người/km².